# Eisner Award para Best Continuing Series
O Eisner Award para Best Continuing Series (em português, Melhor Série ou Melhor Série Continuada) é uma das categorias do Will Eisner Comic Industry Award, popularmente conhecido como Eisner Awards. A cerimônia foi estabelecida em 1988 e desde então é realizada durante a convenção "Comic-Con", que ocorre anualmente em San Diego, Califórnia. A categoria é uma das dez presentes na premiação desde a sua primeira edição.
O primeiro prêmio foi atribuído em 1988 à série Concrete, do escritor americano Paul Chadwick. A série venceria novamente no ano seguinte, e desde então 17 séries foram premiadas pela organização. Além de Concrete, vencedora das duas primeiras edições, acumulam duas vitórias seguidas as séries Bone (1994 e 1995) e Astro City (1997 e 1998). A série Sandman foi a primeira a ter vencido 3 vezes consecutivas, em 1991, 1992 e 1993 - feito igualado pela série Saga, vencedora em 2013, 2014 e 2015. Outras quatro séries acumulam mais de uma vitória: Acme Novelty Library venceu em 1996 e 2000, 100 Bullets venceu em 2002 e 2004, All Star Superman em 2007 e 2009, e Daredevil em 2003 e 2012.
A atual detentora do prêmio é a série Bitter Root, de David Walker, Chuck Brown, e Sanford Greene. A série Saga, de Brian K. Vaughan e Fiona Staples, tornou-se a série mais bem-sucedida na história da premiação, ao alcançar sua quarta vitória, em 2017.

## Histórico
Entre 1985 e 1987, a editora Fantagraphics Books promoveu o Kirby Awards, uma premiação dedicada à indústria das histórias em quadrinhos e com os vencedores recebendo seus prêmios sempre com a presença do artista Jack Kirby. As edições do Kirby Awards eram organizadas por Dave Olbrich, um funcionário da editora. Em 1987, com a saída de Olbrich, a Fangraphics decidiu encerrar o Kirby Awards e instituiu o Harvey Awards, cujo nome é uma homenagem à Harvey Kurtzman. Olbrich, por sua vez, fundou no mesmo ano o "Will Eisner Comic Industry Award".
Em 1988, a primeira edição do prêmio foi realizada, no mesmo modelo até hoje adotado: Um grupo de cinco membros reúne-se, discute os trabalhos realizados no ano anterior, e decide as indicações para cada uma das categorias, que são então votadas por determinado número de profissionais e os ganhadores são anunciados durante a edição daquele ano da San Diego Comic-Con, uma convenção de quadrinhos realizada em San Diego, Califórnia. Por dois anos o próprio Olbrich organizou a premiação até que, ao ver-se incapaz de reunir os fundos necessários para realizar a edição de 1990 - que acabou não ocorrendo - ele decidiu transferir a responsabilidade para a própria Comic-Con, que desde 1990 emprega Jackie Estrada para organizá-lo. A premiação costumeiramente ocorre às quintas-feiras à noite, durante a convenção, sendo sucedida na sexta-feira pelos Inkpot Awards.

## Vencedores
| Ano  | Série                    | Autor (es)                                      | Editora                  | Indicados | Nota          |
| ---- | ------------------------ | ----------------------------------------------- | ------------------------ | --- | ------------- |

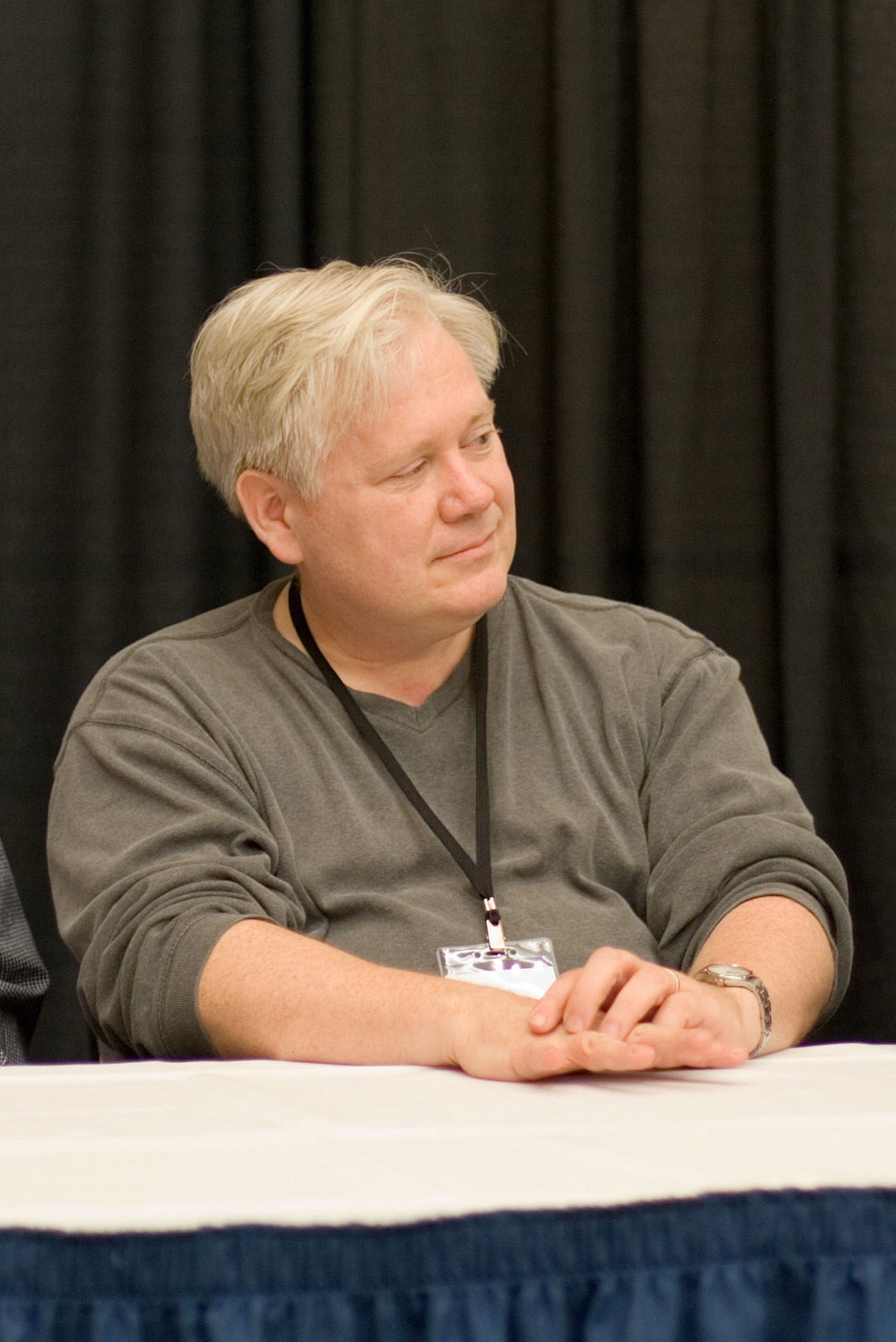
Paul Chadwick, autor de Concrete, série vencedora em 1988 e 1989.

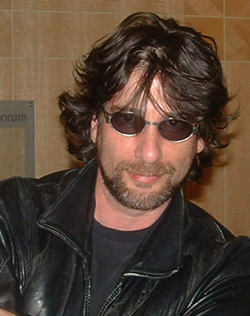
Neil Gaiman, autor de Sandman, série vencedora em 1991, 1992 e 1993.

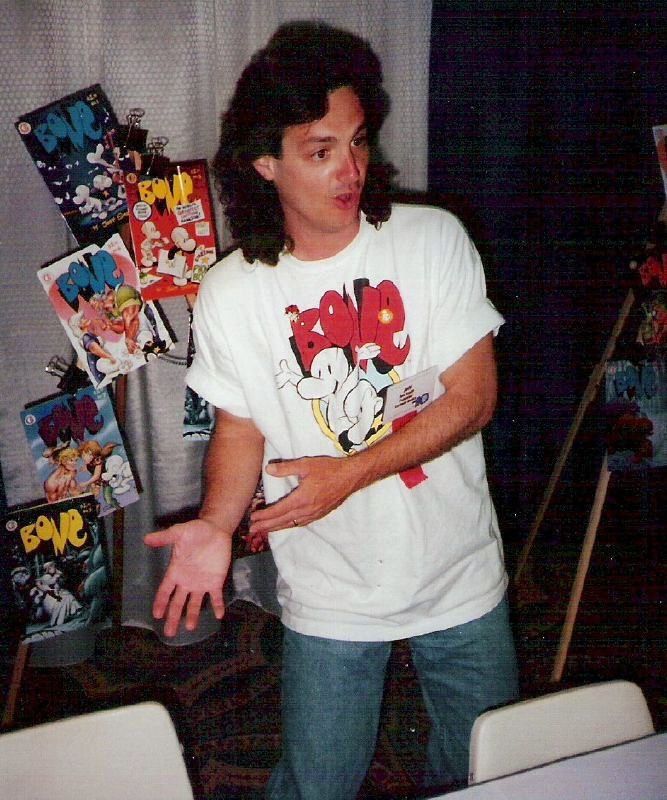
Jeff Smith ao lado de vários exemplares da série Bone, vencedora em 1994 e 1995.

A 1ª edição da série Astro City, vencedora em 1997 e 1998 e indicada em 1996 e 1999.

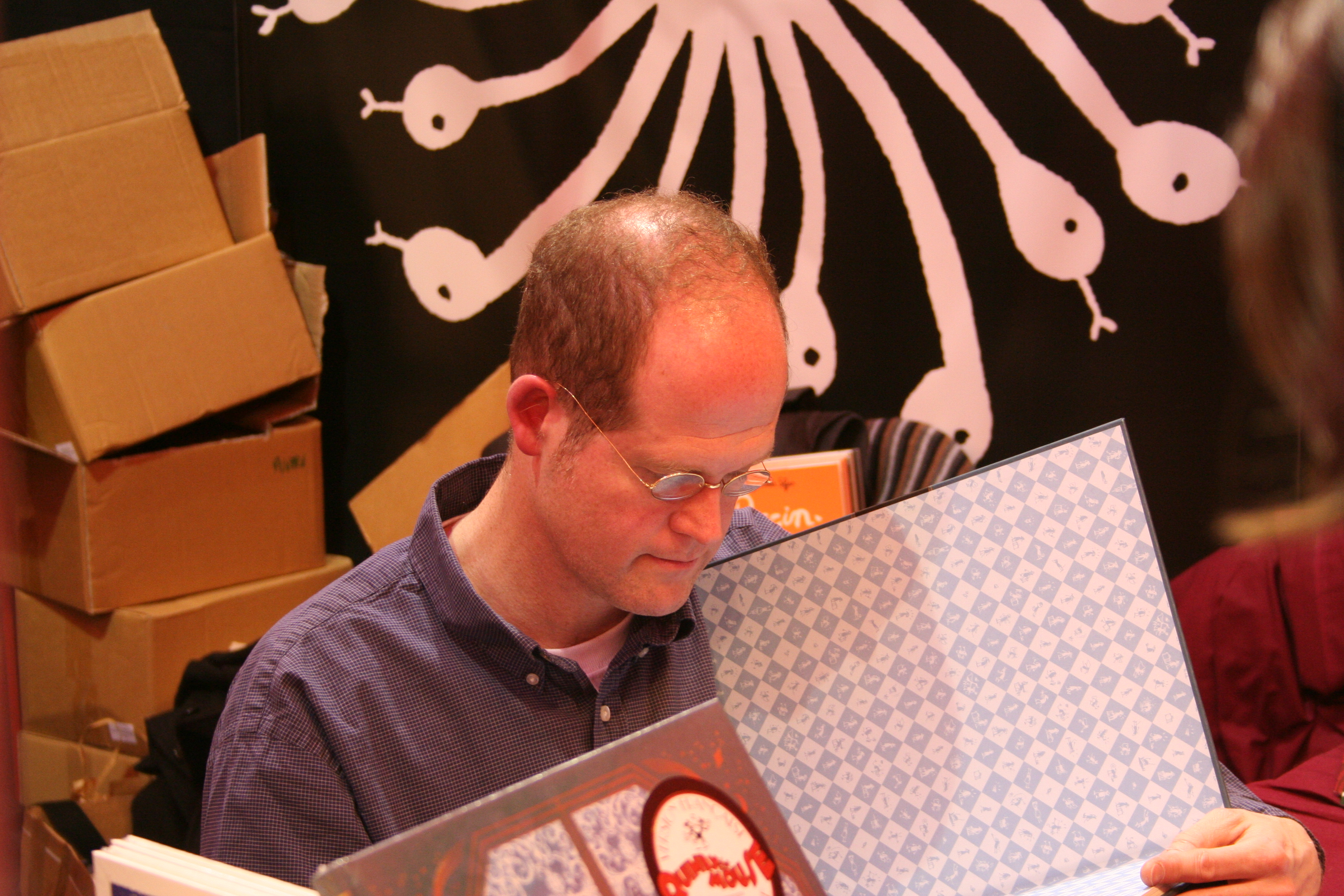
Chris Ware, autor de Acme Novelty Library, série vencedora em 1996 e 2000.

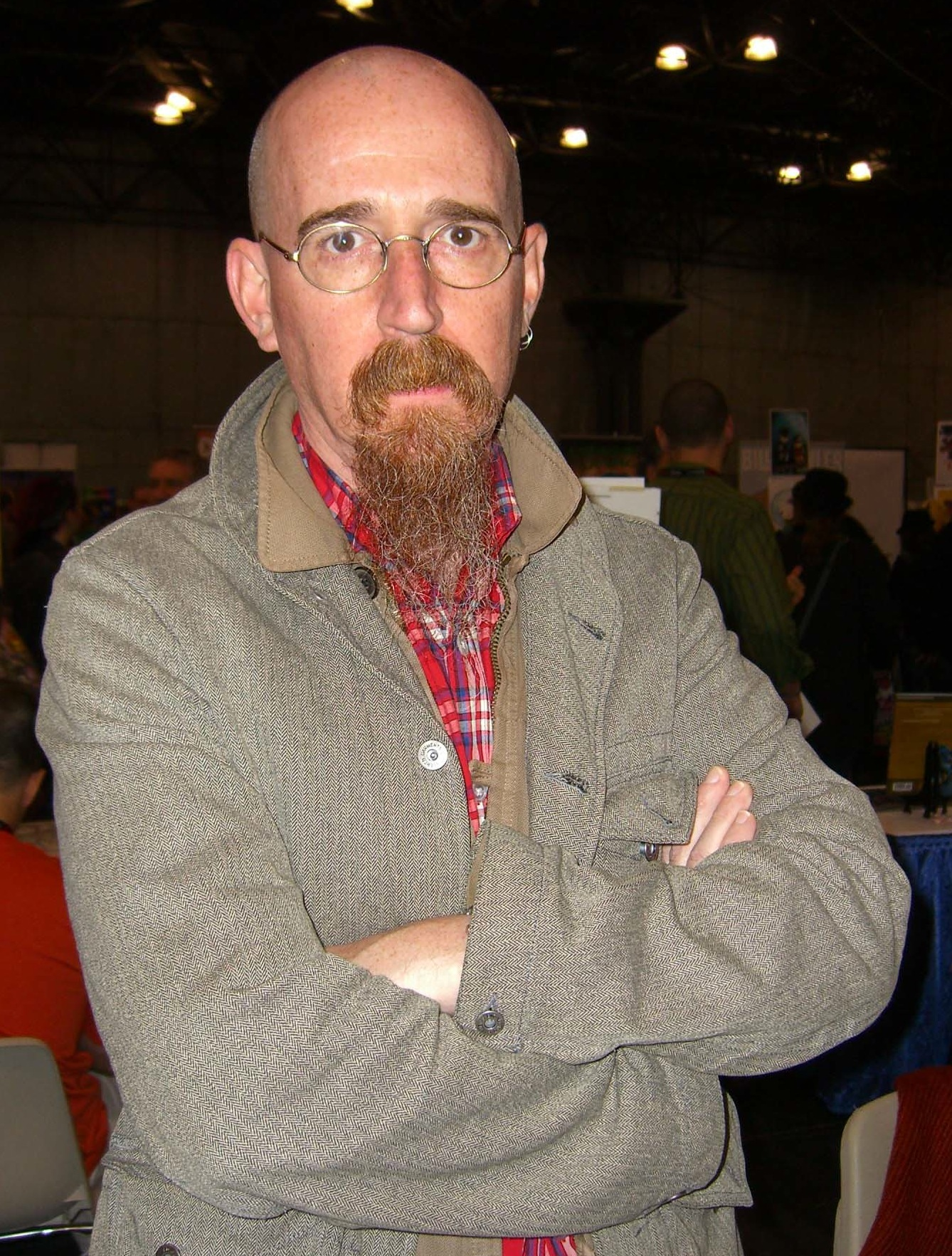
Brian Azzarello, roteirista e cocriador, ao lado do desenhista Eduardo Risso, da série 100 Bullets, vencedora em 2002 e 2004.

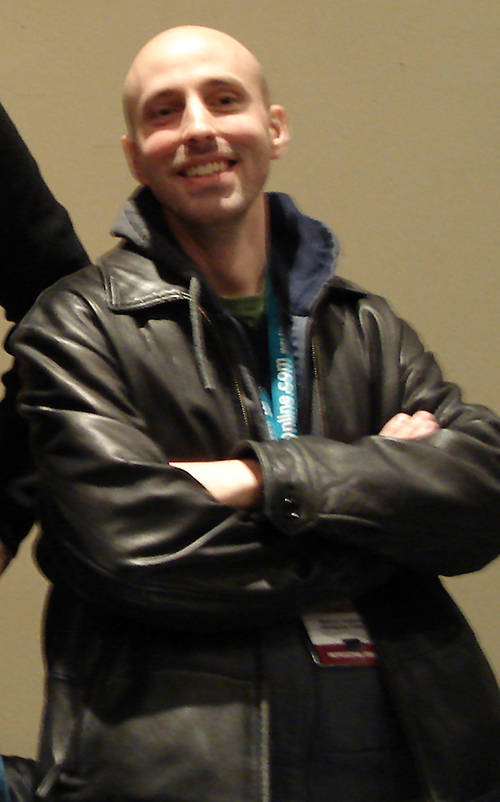
Brian K. Vaughan é um dos autores com o maior número de obras indicadas à categoria: Ex Machina foi indicada em 2005 e 2006; Y: The Last Man foi também indicada em 2005 e vencedora em 2008; Paper Girls, indicada em 2017; e Saga, vencedora em quatro ocasiões.

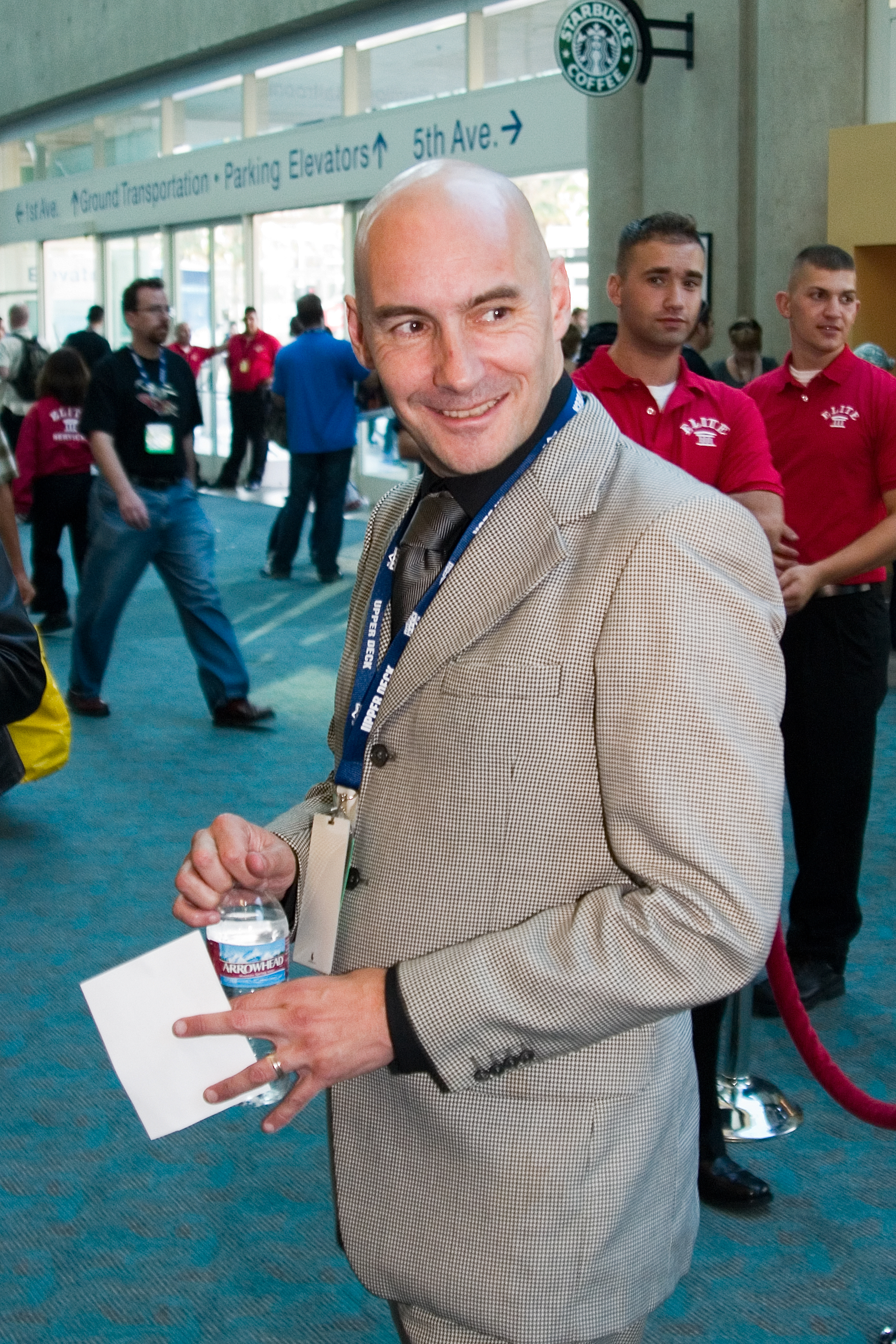
Grant Morrison, o roteirista de All Star Superman, série vencedora em 2007 e 2009.

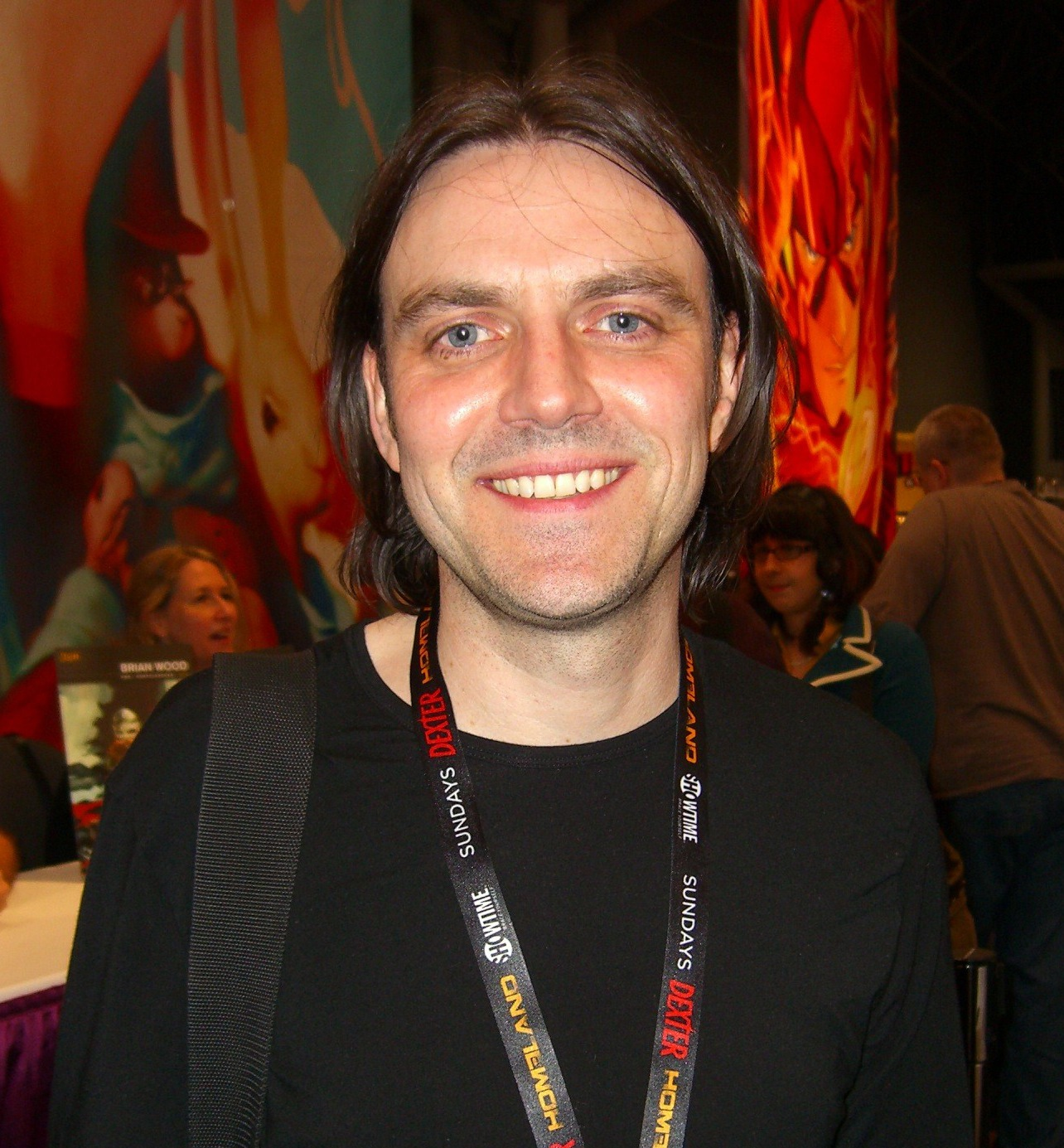
Frank Quitely, o artista responsável pelos desenhos em All Star Superman.

A 1ª edição da série The Walking Dead, em 2003. A primeira indicação à categoria se deu em 2007, e em 2010, ocorreu a primeira vitória.

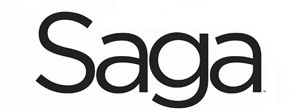
Logotipo da série Saga, vencedora em 2013, 2014, 2015 e 2017.

| 1988 | Concrete                 | Paul Chadwick                                   | Dark Horse               | - Grendel, por Matt Wagner, Arnold Pander, Jacob Pander e Jay Geldof (Comico) - Love and Rockets, por Jaime e Gilbert Hernandez (Fantagraphics) - Zot!, por Scott McCloud (Eclipse) | [ 7 ]         |
| 1989 | Concrete                 | Paul Chadwick                                   | Dark Horse               | - Love and Rockets, por Jaime e Gilbert Hernandez (Fantagraphics) - Nexus, por Mike Baron e Steve Rude (First) - Omaha the Cat Dancer, por Reed Waller e Kate Worley (Kitchen Sink) - The Question, por Dennis O'Neil, Denys Cowan e Rick Magyar (DC) | [ 8 ]         |
| 1991 | Sandman                  | Neil Gaiman                                     | DC                       | - Cerebus, por Dave Sim e Gerhard (Aardvark-Vanaheim) - Eightball, por Dan Clowes (Fantagraphics) - Miracleman, por Alan Moore (Eclipse) - Yummy Fur, por Chester Brown (Vortex) - Zot!, por Scott McCloud (Eclipse) | [ 9 ]         |
| 1992 | Sandman                  | Neil Gaiman                                     | DC                       | - Cerebus, por Dave Sim e Gerhard (Aardvark-Vanaheim) - Doom Patrol, por Grant Morrison (DC) - Flaming Carrot, por Bob Burden (Renegade) - Groo the Wanderer, por Mark Evanier e Sergio Aragones (Marvel/Epic) - Incredible Hulk, por Peter David e Dale Keown (Marvel) - Love and Rockets, por Jaime e Gilbert Hernandez (Fantagraphics) - Miracleman, por Alan Moore (Eclipse) - Yummy Fur, por Chester Brown (Vortex) | [ 10 ]        |
| 1993 | Sandman                  | Neil Gaiman                                     | DC                       | - Cerebus, por Dave Sim e Gerhard (Aardvark-Vanaheim) - Hate, por Peter Bagge (Fantagraphics) - Hellblazer, por Garth Ennis (DC) - Love and Rockets, por Jaime e Gilbert Hernandez (Fantagraphics) - Real Stuff, por Dennis Eichhorn (Fantagraphics) - Shade, the Changing Man por Peter Milligan (DC) | [ 11 ]        |
| 1994 | Bone                     | Jeff Smith                                      | Cartoon Books            | - Cerebus, por Dave Sim e Gerhard (Aardvark-Vanaheim) - Hellblazer, por Garth Ennis e Steve Dillon (DC/Vertigo) - Sandman, por Neil Gaiman (DC/Vertigo) - Shade, the Changing Man por Peter Milligan (DC/Vertigo) | [ 12 ]        |
| 1995 | Bone                     | Jeff Smith                                      | Adhesive                 | - Books of Magic, por John Ney Rieber, Gary Amaro e Peter Gross (DC/Vertigo) - Icon, por Dwayne McDuffie e M.D. Bright (Milestone) - Starman, por James Robinson e Tony Harris (DC) - Strangers in Paradise, por Terry Moore (Abstract Studio) - Uncle Scrooge, por Don Rosa (Gladstone) | [ 13 ]        |
| 1996 | Acme Novelty Library     | Chris Ware                                      | Fantagraphics            | - Kurt Busiek's Astro City, por Kurt Busiek e Brent Anderson (Image) - Preacher, por Garth Ennis e Steve Dillon (DC/Vertigo) - Strangers in Paradise, por Terry Moore (Abstract Studios) - Stray Bullets, por David Lapham (El Capitan) | [ 14 ]        |
| 1997 | Kurt Busiek's Astro City | Kurt Busiek Brent Anderson                      | Homage                   | - Akiko, por Mark Crilley (Sirius) - Kane, por Paul Grist (Dancing Elephant Press) - Starman, por James Robinson, Tony Harris e Wade von Grawbadger (DC) - Strangehaven, por Gary Spencer Millidge (Abiogenesis Press) - Strangers in Paradise, por Terry Moore (Abstract Studios/Homage) | [ 15 ]        |
| 1998 | Kurt Busiek's Astro City | Kurt Busiek Brent Anderson                      | Homage                   | - Acme Novelty Library, por Chris Ware (Fantagraphics) - Akiko, por Mark Crilley (Sirius) - Bone, por Jeff Smith (Cartoon Books) - Leave It to Chance, por James Robinson e Paul Smith (Homage) - Preacher, por Garth Ennis e Steve Dillon (DC/Vertigo) | [ 16 ]        |
| 1999 | Preacher                 | Garth Ennis Steve Dillon                        | DC/Vertigo               | - Avengers, by Kurt Busiek, George Perez e Al Vey (Marvel) - Kurt Busiek's Astro City, por Kurt Busiek, Brent Anderson e Will Blyberg (Homage/WildStorm/Image) - Sandman Mystery Theatre, por Steven Seagle e Guy Davis (DC/Vertigo) - Transmetropolitan, por Warren Ellis, Darick Robertson e Rodney Ramos (DC/Vertigo)                                                                                                 | [ 17 ]        |
| 2000 | Acme Novelty Library     | Chris Ware                                      | Fantagraphics            | - Planetary, por Warren Ellis e John Cassaday (DC/Wildstorm) - Preacher, por Garth Ennis e Steve Dillon (DC/Vertigo) - Promethea, por Alan Moore, J.H. Williams III e Mick Gray (DC/America's Best Comics) - Top Ten, por Alan Moore, Gene Ha e Zander Cannon (DC/America's Best Comics) - Transmetropolitan, por Warren Ellis, Darick Robertson e Rodney Ramos (DC/Vertigo)                                             | [ 18 ]        |
| 2001 | Top Ten                  | Alan Moore Gene Ha Zander Cannon                | DC/America's Best Comics | - Age of Bronze, por Eric Shanower (Image) - Berlin, por Jason Lutes (Drawn & Quarterly) - Eagle, por Kaiji Kawaguchi (Viz) - Promethea, por Alan Moore, J.H. Williams III e Mick Gray (DC/America's Best Comics) | [ 1 ] [ 19 ]  |
| 2002 | 100 Bullets              | Brian Azzarello Eduardo Risso                   | DC/Vertigo               | - Finder, por Carla Speed McNeil (Lightspeed) - Planetary, por Warren Ellis e John Cassaday (DC/Wildstorm) - Queen & Country, por Greg Rucka e Steve Rolston (Oni Press) - Ruse, por Mark Waid, Butch Guice e Michael Perkins (CrossGen) | [ 20 ] [ 2 ]  |
| 2003 | Daredevil                | Brian Michael Bendis Alex Maleev                | Marvel                   | - Age of Bronze, por Eric Shanower (Image) - Fables, por Bill Willingham, Lan Medina, Mark Buckingham e Steve Leialoha (DC/Vertigo) - Louis Riel, por Chester Brown (Drawn & Quarterly) - Strangers in Paradise, por Terry Moore (Abstract Studio) - True Story, Swear to God, por Tom Beland (Clib's Boy Comics) | [ 21 ] [ 22 ] |
| 2004 | 100 Bullets              | Brian Azzarello Eduardo Risso                   | DC/Vertigo               | - Alias, por Brian Michael Bendis e Michael Gaydos (Marvel) - Daredevil, por Brian Michael Bendis, Alex Maleev e David Mack (Marvel) - The Goon, por Eric Powell (Dark Horse) - Gotham Central, por Ed Brubaker, Greg Rucka e Michael Lark (DC) - Queen & Country, por Greg Rucka (Oni Press) | [ 23 ] [ 24 ] |
| 2005 | The Goon                 | Eric Powell                                     | Dark Horse               | - Astonishing X-Men, por Joss Whedon e John Cassaday (Marvel) - Ex Machina, por Brian K. Vaughan, Tony Harris e Tom Feister (DC/WildStorm) - Stray Bullets, por David Lapham (El Capitan) - Y: The Last Man, por Brian K. Vaughan, Pia Guerra e José Marzan Jr. (DC/Vertigo) | [ 25 ] [ 26 ] |
| 2006 | Astonishing X-Men        | Joss Whedon John Cassaday                       | Marvel                   | - Age of Bronze, por Eric Shanower (Image) - Ex Machina, por Brian K. Vaughan, Tony Harris e Tom Feister (DC/WildStorm) - Fell, por Warren Ellis e Ben Templesmith (Image) - Rocketo, por Frank Espinosa (Speakeasy) - True Story, Swear to God, por Tom Beland (Clibs Boy Comics) | [ 27 ]        |
| 2007 | All Star Superman        | Grant Morrison Frank Quitely                    | DC                       | - Captain America, por Ed Brubaker e Steve Epting (Marvel) - Daredevil, por Ed Brubaker, Michael Lark e Stefano Gaudiano (Marvel) - Monster, por Naoki Urasawa (Viz) - The Walking Dead, por Robert Kirkman e Charles Adlard (Image) - Young Avengers, por Allan Heinberg e Jim Cheung (Marvel) | [ 28 ]        |
| 2008 | Y: The Last Man          | Brian K. Vaughan Pia Guerra Jose Marzan, Jr.    | DC/Vertigo               | - The Boys, por Garth Ennis e Darick Robertson (Dynamite) - Buffy the Vampire Slayer, Season 8, por Joss Whedon, Brian K. Vaughan, Georges Jeanty e Andy Owens (Dark Horse) - Monster, por Naoki Urasawa (Viz) - The Spirit, por Darwyn Cooke (DC) | [ 29 ]        |
| 2009 | All Star Superman        | Grant Morrison Frank Quitely                    | DC                       | - Fables, por Bill Willingham (DC/Vertigo) - Monster, por Naoki Urasawa (Viz) - Thor, por J. Michael Straczynski e Olivier Coipel (Marvel) - Usagi Yojimbo, por Stan Sakai (Dark Horse) | [ 30 ]        |
| 2010 | The Walking Dead         | Robert Kirkman Charlie Adlard                   | Image                    | - Fables, por Bill Willingham (DC/Vertigo) - Irredeemable, por Mark Waid e Peter Krause (BOOM!) - 20th Century Boys, por Naoki Urasawa (VIZ Media) - The Unwritten, por Mike Carey e Peter Gross (DC/Vertigo) | [ 31 ]        |
| 2011 | Chew                     | John Layman Rob Guillory                        | Image                    | - Echo, por Terry Moore (Abstract Studio) - Locke & Key, por Joe Hill e Gabriel Rodriguez (IDW) - Morning Glories, por Nick Spencer e Joe Eisma (Image) - 20th Century Boys, por Naoki Urasawa (VIZ Media) - Scalped, por Jason Aaron e R. M. Guéra (DC/Vertigo) | [ 32 ]        |
| 2012 | Daredevil                | Mark Waid Marcos Martin Paolo Rivera Joe Rivera | Marvel                   | - 20th Century Boys, por Naoki Urasawa (VIZ Media) - Rachel Rising, por Terry Moore (Abstract Studio) - Ultimate Comics Spider-Man, por Brian Michael Bendis e Sara Pichelli (Marvel) - Usagi Yojimbo, por Stan Sakai (Dark Horse) | [ 33 ]        |
| 2013 | Saga                     | Brian K. Vaughan Fiona Staples                  | Image                    | - Fatale, por Ed Brubaker e Sean Phillips (Image) - Hawkeye, por Matt Fraction e David Aja (Marvel) - The Manhattan Projects, por Jonathan Hickman e Nick Pitarra (Image) - Prophet, por Brandon Graham e Simon Roy (Image) | [ 34 ]        |
| 2014 | Saga                     | Brian K. Vaughan Fiona Staples                  | Image                    | - East of West, por Jonathan Hickman e Nick Dragotta (Image) - Hawkeye, por Matt Fraction e David Aja (Marvel) - Nowhere Men, por Eric Stephenson e Nate Bellegarde (Image) - Sex Criminals, por Matt Fraction e Chip Zdarsky (Image) | [ 35 ] [ 36 ] |
| 2015 | Saga                     | Brian K. Vaughan Fiona Staples                  | Image                    | - Astro City, por Kurt Busiek e Brent Anderson (Vertigo) - Bandette, por Paul Tobin e Colleen Coover (Monkeybrain) - Hawkeye, por Matt Fraction e David Aja (Marvel) - Saga, por Brian K. Vaughan e Fiona Staples (Image) - Southern Bastards, por Jason Aaron e Jason Latour (Image) - The Walking Dead, por Robert Kirkman, Charlie Adlard e Stefano Gaudiano (Image/Skybound)                                         | [ 37 ] [ 38 ] |
| 2016 | Southern Bastards        | Jason Aaron Jason Latour                        | Image                    | - Bandette, de Paul Tobin e Colleen Coover (Monkeybrain) - Giant Days, de John Allison, Lissa Treiman e Max Sarin (BOOM! Box) - Invincible, de Robert Kirkman, Ryan Ottley e Cliff Rathburn (Image/Skybound) - Silver Surfer, de Dan Slott e Michael Allred (Marvel) | [ 39 ]        |
| 2017 | Saga                     | Brian K. Vaughan Fiona Staples                  | Image                    | - Astro City, de Kurt Busiek e Brent Anderson (Vertigo/DC) - Kill or Be Killed, de Ed Brubaker e Sean Phillips (Image) - The Mighty Thor, de Jason Aaron e Russell Dauterman (Marvel) - Paper Girls, de Brian K. Vaughan e Cliff Chiang (Image) | [ 40 ]        |
| 2018 | Monstress                | Marjorie Liu Sana Takeda                        | Image                    | - Black Hammer, de Jeff Lemire, Dean Ormston e David Rubín (Dark Horse) - Giant Days, de John Allison, Max Sarin e Liz Fleming (BOOM! Box) - Hawkeye, de Kelly Thompson, Leonardo Romero e Mike Walsh (Marvel) - The Wicked + The Divine, de Kieron Gillen & Jamie McKelvie (Image) | [ 41 ] [ 42 ] |
| 2019 | Giant Days               | John Allison Max Sarin Julaa Madrigal           | BOOM! Box                | - Batman, de Tom King et al. (DC) - Black Hammer: Age of Doom, de Jeff Lemire, Dean Ormston e Rich Tommaso (Dark Horse) - Gasolina, de Sean Mackiewicz e Niko Walter (Skybound/Image) - The Immortal Hulk, de Al Ewing, Joe Bennett e Ruy José (Marvel) - Runaways, de Rainbow Rowell e Kris Anka (Marvel) | [ 43 ] [ 44 ] |
| 2020 | Bitter Root              | David Walker Chuck Brown Sanford Greene         | Image                    | - Criminal, de Ed Brubaker e Sean Phillips (Image) - Crowded, de Christopher Sebela, Ro Stein, e Ted Brandt (Image) - Daredevil, de Chip Zdarsky e Marco Checchetto (Marvel) - The Dreaming, de Simon Spurrier, Bilquis Evely (DC) - Immortal Hulk, de Al Ewing, Joe Bennett, e Ruy José (Marvel) | [ 45 ]        |